# 日亜学院
ブエノスアイレス日亜学院（ブエノスアイレスにちあがくいん、スペイン語: Instituto Privado Argentino-Japonés en Buenos Aires）とは、1927年に設立されたブエノスアイレスにある日系アルゼンチン人子弟向けの学校である。1983年にアルゼンチンで唯一の初等・中等教育機関として認可され、2010年には日本語とスペイン語と英語のトリリンガル教育を実施する公認校としてアルゼンチン文部省から認可を受けており、日本語教育を必修化している。学園キャンパスはアルマグロ (ブエノスアイレス)近郊のYatay 261およびPringles268（同一建物で2つの住所）にある。
クラリン紙のリカルド・ブラギンスキーは、この学校がブエノスアイレスにおける日系人コミュニティの代表的なものだと書いている。

## 歴史
その起源は1922年にまで遡る。1927年に在亜日本人会付属日本語教習所として発足し、1937年にアルゼンチン文部省より日系小学校としての許可を取得。1938年にはバイリンガルの全日校として設立され、最初の立地はPatagones84だった 。第二次世界大戦の一端でアルゼンチン政府が日本に対して宣戦布告したことで、1945年1月にアルゼンチン政府はこの学校を閉鎖した。戦後の1947年に学校は再開され、1978年に「日亜学院(Instituto PrivadoArgentino-Japonés)」という正式名が採用された。1984年に現在の場所にキャンパスが移転し、日本語とスペイン語のバイリンガル教育を行う日系公認小学校として開校。2002年からは英語も取り入れてトリリンガル教育を開始、2010年にはトリリンガル教育の公認校となり、日本語が必修化された。

## 特色
学校の形態として、幼稚園、小学部、中高等部に分かれており、2歳-17歳までが通学可能である。トリリンガル教育のうち、英語と日本語は「語学教育のみ」であり、主な教授言語はスペイン語となっている。学校行事では、アルゼンチンの記念行事と日本の年間記念行事の両方を行っている。
外務省の資料によると、教員数は幼稚園28名、小学部59名、中高等部58名。一方の在籍児童生徒数は、幼稚園（2～5歳児）が168人、小学部（6～12歳児）が307人、中高等部（13～17歳児）が128人。小学部卒業生の60%がそのまま当校の中高等部に進学し、残り40%は他の中高等学校へ進学。また、中高等部卒業生の99%は大学に進学するという。
設立当初は日系移民向けの学校であったが、今では現地アルゼンチンの児童も受け入れており、在学生のうち日系人は60%で、残る40%はアルゼンチン人となっている。